# Londra tra le fiamme
Londra tra le fiamme (Flaming London) è un romanzo fantascientifico di Joe R. Lansdale del 2006. È ambientato in un XIX secolo ucronico, con molti richiami steampunk.
È il secondo romanzo del ciclo di Ned la Foca, preceduto da Fuoco nella polvere (Zeppelins West, 2001).

## Trama
Ned è una foca su cui uno scienziato pazzo, il famoso dottor Moreau dell'omonima isola (il cui vero nome Ned rivela essere Momo), ha impiantato un cervello umano. Nel precedente romanzo del ciclo, Fuoco nella polvere, Ned era stato attaccato da uno squalo e creduto morto. Viene rinvenuto gravemente ferito su di una spiaggia da Mark Twain che lo porta dal suo amico e collega scrittore Jules Verne. Durante la convalescenza nella villa spagnola di Verne, vengono attaccati da macchine marziane pilotate da mostri alieni litigiosi e decisi a invadere la Terra estinguendone gli abitanti.
Grazie all'utilizzo di un veicolo sperimentale creato da Verne con l'aiuto del suo maggiordomo e stretto collaboratore, Passepartout, riescono fortunosamente a scampare all'attacco marziano. Tuttavia, nel bel mezzo della fuga, il prototipo la cui carrozzeria non era ancora ben fissata, si smonta in mare aperto. I quattro utilizzano una mongolfiera per salvarsi dal naufragio ma vengono trasportati da una tempesta su di un'isola sconosciuta, popolata da animali preistorici. Una misteriosa perturbazione spazio temporale ha scaraventato sull'isola una nave pirata, il cui equipaggio ha preso prigionieri un enorme gorilla marziano, Rikwalk, l'equipaggio di un'altra nave, l'Olandese volante ed il suo capitano e altri protagonisti del precedente romanzo, anch'essi creduti morti: (Toro Seduto, Cat, John Feather e Beadle. Ned, incurante del pericolo decide di prestare soccorso ai suoi vecchi amici: Toro Seduto, appena liberatosi, decima i pirati, aiutato nell'impresa da tutti gli altri prigionieri e, soprattutto, dal gorilla marziano che si scopre essere educato e intelligente.
Dopo fortunose vicende i nostri eroi, con l'impiego di un gigantesco robot a vapore, con l'aiuto di un altro famoso scrittore Herbert G. Wells (in questo romanzo anche grande scienziato), riescono ad arrestare l'avanzata aliena nel corso di una battaglia finale combattuta in una Londra distrutta dalle macchine marziane. L'impresa viene facilitata dal fatto che gli alieni sono rimasti contagiati mortalmente da comuni malattie terrestri. Purtroppo nella battaglia Passepartout perde la vita, disintegrato da un raggio mortale.
Ned, Mark Twain e Jules Verne decidono di riparare gli strappi spazio temporali causati da un viaggiatore a bordo della sua macchina del tempo, ripercorrendone a ritroso le tappe a bordo della stessa macchina recuperata da Wells.

## Protagonisti
Ned la FocaAl suo cervello è stata aggiunta un'espansione umana e sulla testa ora sfoggia una scatola metallica che copre con un fez di colore rosso. L'operazione subita ha lasciato inalterate le sue caratteristiche animali, quali un'inarrestabile voglia di cibo (preferibilmente pesce), le pulsioni sessuali per le foche, ma gli ha regalato una grande passione per la letteratura popolare, le dime novel, il linguaggio sboccato e le metafore.
Mark TwainIn questo romanzo lo scrittore statunitense non ha avuto molta fortuna letteraria e vive di espedienti a Tangeri, fino a quando non decide di partire alla volta della Spagna per cercare aiuto dal suo vecchio amico Jules Verne. Soccorrerà Ned la Foca trovato ferito su di una spiaggia.
Jules VerneLo scrittore francese, in questo romanzo, è anche un ricco inventore. Grazie alle sue portentose macchine, costruite con l'aiuto dell'amico e collaboratore, Passepartout, riuscirà a salvare sé stesso e i suoi compagni di avventure, dall'attacco delle macchine marziane. L'invasione marziana e i ragni meccanici alieni provengono dal romanzo La guerra dei mondi di H. G. Wells;
PassepartoutA differenza del romanzo in cui originariamente appare, Il giro del mondo in 80 giorni, non solo è un maggiordomo ma anche il braccio destro di Jules Verne, stretto collaboratore e il realizzatore dei suoi più azzardati progetti. Perderà la vita disintegrato da un raggio alieno. La macchina anfibia ideata da Verne e costruita da Passepartout ricorda il sottomarino Nautilus del romanzo Ventimila leghe sotto i mari, dello stesso Jules Verne;
Toro SedutoCreduto morto durante un naufragio, nel precedente romanzo della serie, viene salvato dai pirati per poi diventare loro prigioniero e schiavo. Si vendicherà dei torti subiti sgozzando metodicamente ma senza remore un gran numero di loro. Decide di non aggregarsi al gruppo che libererà il mondo dai marziani invasori ma di partire per altre avventure sulla nave dell'Olandese Volante, in compagnia della fascinosa Cat.
CatProtagonista del precedente romanzo della serie, è frutto di un esperimento del Dottor Moureau, incrocio tra un'avvenente donna e una gatta. Presa prigioniera dai pirati insieme a Toro Seduto, ne diventerà la compagna.
RikwalkStrappato da Marte e precipitato sulla Terra a causa di una perturbazione spazio-temporale, viene rapito dai pirati e costretto a lavorare per loro nella distillazione del rhum. Originariamente sposato con due figli, lavorava nella manutenzione dei canali di Marte. Grazie al suo aiuto i mostri alieni, provenienti anch'essi da un Marte alternativo, vengono sconfitti ed annientati durante il conflitto finale svoltosi in una Londra devastata dalla battaglia. L'enorme gorilla marziano Rikwalk e la sua fuga in cima al Big Ben sono citazioni dal film King Kong del 1933.
L'Olandese volanteCostretto a viaggiare senza sosta a bordo della sua nave, a causa di un maleficio di una strega vendicativa, la cui figlia aveva sedotto. Proveniente da un mondo parallelo e scaraventato nei pressi dell'isola delle nebbie a causa di una frattura spazio-temporale, viene preso prigioniero con a sua ciurma dai pirati nonostante la strenua resistenza. Liberato da Ned e dai suoi compagni, riprenderà il viaggio interrotto insieme a Cat e Toro Seduto a bordo dell'omonima nave.
John Feather e BeadleGià protagonisti di un precedente racconto di Joe R. Lansdale, The Huge Hunter or, the Steam Man of the Prairies and the Dark Rider get down, sono i manovratori del gigante metallico a vapore grazie al quale, in precedenti avventure, avevano sconfitto il Viaggiatore del tempo, bruciato la sua macchina e salvato dalla distruzione diario dei suoi. A causa di un ennesimo strappo spazio-temporale, in questo romanzo precipitano a poca distanza dall'isola infestata dai pirati e da questi presi prigionieri. Saranno tratti in salvo da Ned e dai suoi compagni e con questi parteciperanno alla battaglia finale contro gli alieni tentacolati. Il personaggio del Viaggiatore e le sue avventure sono citazioni del romanzo La macchina del tempo di H. G. Wells. Il robot a vapore proviene dal romanzo The Huge Hunter; or, the Steam Man of the Prairies di Edward S. Ellis;

## Edizioni
- (EN) Joe R. Lansdale, Flaming London, 1ª ed., Burton, Subterranean Press, 2006, ISBN 978-1-59606-025-8.
- Joe R. Lansdale, Londra tra le fiamme, Roma, Fanucci, 2011, ISBN 978-88-347-1680-9.